# NZZ Campus
NZZ Campus war eine regelmässig erscheinende Internet-Zeitung inklusive einer Online-Publikation und ePaper der Neuen Zürcher Zeitung (NZZ). Darin bot die NZZ ihre zusammengefassten publizistischen und verlegerischen Leistungen für Studenten und Hochschulabsolventen an. Die NZZ-Mediengruppe wollte mit NZZ Campus mehr junge Leser für seine verschiedenen Publikationen gewinnen. Das Magazin rund um das Thema Studium erschien vierteljährlich und hatte 2016 eine Auflage von 7'994 (Vj. 9'268) verkauften bzw. 40'066 (Vj. 43'944) verbreiteten Exemplaren.
Das Magazin wurde 2006 lanciert. Im November 2015 übernahm Peer Teuwsen die Leitung von Ronald Schenkel und kündigte ein Redesign des Titels an. Aus wirtschaftlichen Gründen wurde es 2016 jedoch eingestellt, da es im Werbemarkt nicht den gewünschten Erfolg erzielt habe. Als Ersatz setzte die NZZ-Mediengruppe auf Veranstaltungen an Universitäten.